# Korzenianka ognista
Korzenianka ognista (Phaeocollybia jennyae (P. Karst.) Romagn.) – gatunek grzybów należący do rodziny podziemniczkowatych (Hymenogastraceae).

## Systematyka i nazewnictwo
Pozycja w klasyfikacji według Index Fungorum: Phaeocollybia, Hymenogastraceae, Agaricales, Agaricomycetidae, Agaricomycetes, Agaricomycotina, Basidiomycota, Fungi.
Po raz pierwszy gatunek ten opisał w 1881 r. Petter Adolf Karsten, nadając mu nazwę Naucoria jennyae. Do rodzaju Phaeocollybia (korzenianka) przeniósł go w 1944 r. Henri Charles Louis Romagnesi.
Synonimy naukowe:
- Naucoria jennyae P. Karst. 1881
- Phaeocollybia jennyae (P. Karst.) R. Heim, 1931
- Simocybe jennyae (P. Karst.) P. Karst. 1882

W 2024 r. Komisja ds. Polskiego Nazewnictwa Grzybów przy Polskim Towarzystwie Mykologicznym zarekomendowała polską nazwę korzenianka ognista.

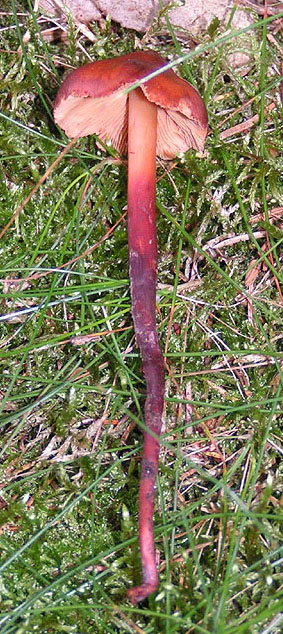

## Morfologia
Kapelusz
Średnica 2,5–5,5 cm, dzwonkowaty do wypukłego, z wyraźnym garbkiem. Powierzchnia gładka, silnie czerwonobrązowa do jasno czerwonobrązowej, brzeg równy.
Blaszki
Gęste z międzyblaszkami, gładkie, kremowożółte do czerwonawoochrowych. Krawędzie ząbkowane.
Trzon
Wysokość 5–10 cm, grubość 0,3–0,5 cm, cylindryczny, pusty z podstawą korzeniową rozciągający się w dół, w głąb ziemi. Powierzchnia gładka.
Miąższ
Miąższ cienki o kasztanowej barwie.
Cechy mikroskopowe
Bazydiospory jasno ochrowe do żółtawobrązowych, szeroko elipsoidalne, 4–5 × 3,5–4 μm, słabo brodawkowate. Podstawki maczugowate, 18–25 × 6–7 µm, z 4 sterygmami. Cheilocystydy cylindryczne do lekko maczugowatych, 20–28 × 3–4 µm. Przegrody na strzępkach bez sprzążek.

## Występowanie i siedlisko
Podano stanowiska Phaeocollybia jennyae w Europie i na Tajwanie, w Polsce po raz pierwszy w 2019 r.